# Jordão (Sobral)
Jordão é um distrito do município brasileiro de Sobral, no interior do estado do Ceará. Segundo o censo demográfico de 2022, realizado pelo Instituto Brasileiro de Geografia e Estatística (IBGE), sua população era de 4 978 habitantes e havia 1 625 domicílios particulares permanentes ocupados. Foi criado antes de 1911.
De acordo com o IBGE, em 2010 a população era de 5 012 habitantes e havia 1 741 domicílios particulares.